# Sant'Ippolito
Sant'Ippolito é uma comuna italiana da região dos Marche, Província de Pesaro e Urbino, com cerca de 1.513 habitantes. Estende-se por uma área de 19 km², tendo uma densidade populacional de 80 hab/km². Faz fronteira com Barchi, Fossombrone, Fratte Rosa, Montefelcino, Orciano di Pesaro, Serrungarina.